# Antonín Devátý
Antonín Devátý (12. června 1903 Skuteč – 25. května 1984 Plzeň) byl český houslista, dirigent, hudební skladatel a pedagog.

## Život
Na housle hrál od dětství. V roce 1920 vstoupil na Pražskou konzervatoř, kde studoval na varhanním oddělení u Bedřicha Antonína Wiedermanna, skladbu u Jaroslava Křičky a dirigování u Otakara Ostrčila a Václava Talicha. I po absolvování konzervatoře pokračoval v dalším studiu. Byl postupně žákem Jindřicha Felda (housle), Pavla Dědečka a Václava Talicha (dirigování) a Vítězslava Nováka (skladba).
Po absolvování konzervatoře řídil salonní orchestr v Grand hotelu Šroubek na Václavském náměstí v Praze a hrál na housle v různých pražských orchestrech.
V letech 1929–1931 působil jako houslista v zahraničí, zejména Německu a Švýcarsku (Berlín, Curych, Mnichov, St. Gallen). Po návratu se stal členem Symfonického orchestru hlavního města Prahy FOK, nejprve jako tympanista, později jako houslista a dirigent.
V roce 1934 se oženil s dcerou významného skutečského továrníka a 27. listopadu 1935 se jim v Praze narodila dcerka Ivanka.
Byl dirigentem rozhlasových orchestrů v Ostravě a v Brně. Svou hudební kariéru završil v Plzni, kde kromě rozhlasového orchestru založil a řídil Plzeňské orchestrální sdružení. Učil na plzeňské Konzervatoři a byl i dirigentem jejího symfonického orchestru. Jeho práce byla oceněna řadou vyznamenání. V roce 1975 obdržel titul Zasloužilý umělec.
Dcera Antonína Devátého je herečka a spisovatelka Ivanka Devátá.

## Dílo
Skladatelské dílo Antonína Devátého bylo zpočátku ve znamení lehčích žánrů. Komponoval taneční a salonní skladby, napsal i jednu operetu. Pod vlivem Vítězslava Nováka se v pozdějších věnoval vážné hudbě. Jeho tvorba byla v souladu s hlavním proudem hudby 20. století. Používal rozšířené tonality, někdy i dvanáctitónový systém.

### Kantáty
- Slunci vstříc
- Zemi milované

### Opereta
- Taková je každá (1940)

### Orchestrální skladby
- Pochod pro orchestr č. 1 (1925)
- Scherzo pro orchestr (1926)
- Radostné mládí (1950)
- Taneční suita (1951)
- Valčíková fantazie
- Suita Ivančiny hračky
- Obrázky z rodného kraje (1951)
- Hrdinská předehra (1955)
- Koncert pro violu a orchestr(1960)
- Koncert pro housle a orchestr (1964)
- Skici pro komorní orchestr (1966)
- Koncert pro dva akordeony (1967)
- Koncert pro pozoun a orchestr (1971)
- Koncert pro trubku (1972)
- Slavnostní předehra (1975 – k 30. výročí založení Plzeňského rozhlasového orchestru)
- Mírová předehra (1978)
- Od Mnichova k Dukle (symfonický obraz pro velký orchestr – 1976);
- Koncert pro lesní roh a orchestr (1980).

### Komorní skladby
- Bagatelly pro klavír (1926)
- Klavírní kvintet (1927)
- Scherzo a Andante pro dechový kvintet (1938)
- Melodie pro violoncello (1943)
- Serenáda pro violoncello (1950)
- Letní sonatina pro housle a klavír (1953)
- Sonatina pro housle a klavír č. 1 (1965)
- Smyčcový kvartet č. 1 (1968)
- Tři skladby pro pět akordeonů a bicí (1970)
- Smyčcový kvartet č. 2 (1972)
- Kontrasty pro klarinet, smyčce, klavír a bicí (1974)
- Scherzino pro housle a klavír (1975)
- Zpěvy o domově pro flétnu, violu a kytaru (1976)
- Dialogy pro klarinet a fagot s průvodem bicích nástrojů (1977)
- Smyčcový kvartet č. 3 (1980)
- Smyčcový kvartet č. 4 (1980)
- Preambulum – Canzonetta – Burleska pro housle a kytaru (1980)
- Sonatina pro housle a klavír č. 2 (1982)

### Písně
- Zamilovaný pro tenor a orchestr (slova Josef Hora – 1926);
- Matka (1964);
- Vzpomínky (1971);

### Sbory
- Směsi lidových písní pro sóla, sbor a orchestr:
- Tance z východních Čech pro sbor a orchestr;
- Moravským krajem pro alt, tenor a bas (1947);
- Pod našima okny (1948);
- Hej, Slované (1948);
- Zdař Bůh (hornické písně – 1949);
- Kytička polských písní pro soprán, bas a orchestr (1949);
- Po hanácke (hanácké písně – 1950);